# Glazbala
Glazbala ili glazbeni instrumenti su naprave ili predmeti čija je svrha proizvođenje zvukova (tj. promjenljivi zvučni tlak u zraku), bilo različitih frekvencija da bismo dobili melodiju, bilo uvijek istih frekvencija da bismo dobili ritam.
Za dobivanje zvuka potreban je izvor energije koji može proizvesti glazbenik, a kako je kod nekih glazbala potrebna veća energija, zvuk se pobuđuje mehaničkim ili električnim izvorima energije.

## Razvrstavanje glazbala
Glazbala je moguće razvrstati:
- prema vrsti pobudnih sustava (štapovi i ploče, svirale, instrumenti s napetim žicama i membranama)
- prema geometrijskom obliku izvora (linearni, površinski i prostorni)

Prema načinu gradnje generatora zvuka:
- štapovi (triangl, ksilofon, čelesta)
- ploče (gong, činele, kastanjete, zvona)
- membrane (bubanj, timpani)
- žice (violina, viola, violončelo, glasovir, pianino, citra, harfa, mandolina, lutnja, tambura, gitara, bendžo, ukulele)
- glazbala s labijalnim (usnim) otvorom (flauta)
- glazbala s jezičcem (oboa, fagot, kontrafagot, klarinet, saksofon, harmonika)
- glazbala s usnikom (kornet, truba, trombon, eufonij, tuba)

Glazbala prema zvučnim svojstvima:
- ritamska glazbala (kastanjete, činele, triangl, bubanj) - imaju nedefiniranu visinu tona i stvaraju puno jakih neharmonijskih komponenata.
- melodijsko-ritamska glazbala (timpani, ksilofon) zbog udarca imaju neharmonijske komponente, ali je za njih važna visina tona.
- melodijska glazbala se dijele na monofona (na kojima je moguće izvesti samo pojedine tonove ili jednoglasne melodije) i polifona (na kojima je istodobno moguće izvesti više različitih melodija ili svirati akorde).

## Vrste glazbala
- Glazbala sa žicama (kordofoni) - proizvode zvuk okidanjem ili trzanjem žica - trzalačka glazbala (gitara, tamburica, mandolina, šargija, bas, harfa) ili gudanjem po žicama - gudačka glazbala (violina, viola, violončelo, kontrabas, gusle, lirica). Moguće je i sviranje gudačkih glazbala prstima i lijeve i desne ruke: takva se tehnika sviranja naziva pizzicato (skraćeno pizz.).
- Glazbala s tipkama - proizvode zvuk tako što pomoću tipaka povezanih s mehanizmom batića koji udaraju po napetim žicama. Klavir je najpoznatiji predstavnik te vrste, stariji je čembalo i njemu srodni klavikord, spinet, virginal.

Napeta žica je jedan od najstarijih izvora zvuka. Sila koja napinje žicu je obično tisuću puta veća od težine žice, a mogu se izrađivati od prirodnih i umjetnih vlakana ili od metala. Žica može titrati na četiri načina:
1. transvenzalno - čestice titraju okomito na žicu,
2. longitudinalno - čestice titraju u smjeru žice,
3. torzijsko - kad je žica ovješena,
4. složeno - nastaje kad se žica oslanja na titrajuću membranu (bendžo).
- Puhačka glazbala (aerofoni) - proizvode zvuk tako što se u njih upuhuje zrak, bilo čovjek iz pluća (flauta, gajde, truba, klarinet), bilo mehanički (orgulje, harmonika, vergl). Način titranja stupca zraka u cijevi ovisi o izradbi cijevi, koja može biti otvorena, zatvorena i poluotvorena. Po načinu izradbe, puhačka glazbala možemo podijeliti u dvije najznačajnije skupine: drvena puhačka glazbala i limena puhačka glazbala.
- Udaraljke - dijele se u četiri skupine: membranofoni (opnozvučna glazbala), metalni idiofoni, drveni idiofoni (metalna, odnosno drvena samozvučna glazbala) te sonorne predmete (ružaljka, bič, lanci). Idiofona glazbala proizvode zvuk samim elastičnim materijalom od kojega su napravljena, a membranofona ga proizvode pomoću napete opne (membrane). Udaraljke mogu proizvoditi zvuk različitih (ksilofon) ili uvijek istih frekvencija (bubanj, činele).
- Mehanička glazbala - naprave za izvedbu glazbe kod kojih izvođača zamjenjuje mehanizam. Zvučno tijelo glazbala posredno ili neposredno pokreće pokretna matrica (valjak s utisnutim klincima, izbušena metalna ploča i sl.) na koju je utisnuta skladba.
- Elektronička glazbala (elektrofoni) - danas mogu zamijeniti već velik broj instrumenata. U početku su to bile samo tzv. ritam-mašine, a danas su najpopularnije elektroničke klavijature (obično ih nazivamo sintisajzerima, jer sintetiziraju zvuk). Prva električna glazbala u povijesti bila su: Delabordovo električno čembalo (1861.), Grayev elektroharmonijski glasovir (1876.) i Cahilov orijaški telharmonij (1906.). Godine 1928. Cowell je izumio elektroničko glazbalo ritmikon, 30-ih godina 20. stoljeća pojavili su se uređaji koji su elektroničkim sredstvima povezali mehanička glazbala, a pojavom tranzistora, integriranih sklopova, digitalne tehnike i računarske tehnologije stvorene su nove mogućnosti razvoja suvremenih glazbala.
- Tradicijska narodna glazbala - glazbala koja su specifična za pojedine dijelove neke zemlje. Primjerice u Hrvatskoj, točnije u Istri poznata glazbala su sopile, dvojnice, meh, u Zagori diple, miščić itd.
- Ljudski glas - nije glazbalo u pravom smislu riječi, no ne bi bilo pošteno izostaviti ga iz ovog popisa. Prema tjelesnim osobinama pjevača glasove dijelimo na dječje, ženske ili muške. Ženski i dječji glasovi su: sopran, mezzosopran i alt, a muški glasovi su tenor, bariton i bas.